# Lars Christensen
Pour les articles homonymes, voir Christensen.
Lars Christensen, né le 6 avril 1884 à Sandefjord (Norvège) et mort le 10 décembre 1965 à New York, est un consul, un armateur et un homme d’affaires norvégien. En finançant neuf expéditions successives dans l'Antarctique (1927–1937), il ouvrit la voie à la revendication de la Terre de la Reine-Maud par la Norvège.

## Biographie
Il a affrété des navires destinés à la chasse à la baleine lors de campagnes dans les eaux de l’océan Austral, ce qui lui a permis d’explorer les régions antarctiques. Il découvre ainsi en 1930 la presqu'île Bjerkö et, en 1936-1937, parvient à photographier la banquise de l'Ouest et la baie d'Enderby et découvre la Terre du Prince-Harald. 
Entre autres lieux en Antarctique, la côte de Lars-Christensen et le pic Lars Christensen portent son nom.